# Carolina Mendes
Carolina Mendes (Estremoz, 27 de novembro de 1987) é uma futebolista portuguesa que atua como avançada.
Atualmente, joga pelo Sporting Clube de Braga.
Fez a sua primeira internacionalização em 2004, fazendo atualmente (2017) parte da Seleção Portuguesa de Futebol Feminino.
Com 2 golos, Carolina Mendes foi a melhor marcadora da seleção portuguesa na sua primeira participação na Fase Final do Europeu de 2017.

## Carreira
Começou a jogar futebol tarde, era principalmente jogadora de Rink Hockey, mas aos 16 anos começou a aprender futebol feminino, com o Eléctrico de Ponte Sor, o clube mais próximo praticando futebol feminino a 7. So  aos 20 anos que começou o futebol de 11, na UD Ponte Frielas, que joga na segunda divisão portuguesa, depois de duas temporadas ingressou no clube principal do futebol feminino português, que é o 1.º Dezembro, com quem ganha duas dobradinhas. Também estreou se na Taça Europeia no 1º de agosto de 2009.
No verão de 2011, enquanto estudava em Barcelona, tentou uma experiência no exterior, na Espanha, onde representou o EU Estartit com sua amiga Raquel Infante. A temporada foi difícil, com a equipa estagnando na parte inferior da classificação e terminando na décima quinta posição e assim despromovida. Durante o mercado de transferências no verão de 2012, ambas foram no SC Llanos de Olivenza, na Extremadura. A equipa joga na Primera División, o percurso se mostra difícil, principalmente pela passagem do campeonato de 18 para 16. Mais uma vez as fronterizas não evitam a despormoção e terminam no décimo quinto e penúltimo lugar.

## Títulos
- Campeonato Nacional de Futebol Feminino – 2009/2010 e 2010/2011
- Taça de Portugal de Futebol Feminino - 2009/2010 e 2010/2011